# Копальский уезд

Карта административного деления Семиреченской области

Копальский уезд — административно-территориальная единица Семиреченской области Туркестанского генерал-губернаторства (в 1882—1899 годах — Степного генерал-губернаторства) Российской империи.
Уездный город — город Копал

## История
Образован 14 апреля 1867 года. После Октябрьской революции Копальский уезд вошёл в состав Семиреченской области Туркестанской АССР (1918—1921) КазАССР). В 1921 году административный центр уезда был перенесён в село Гавриловка, переименованное в Талды-Курган, и уезд получил название Талды-Курганский уезд. Упразднён в 1928 году.

## Площадь
Площадь уезда составляла 69100 кв.верст (примерно 78640 кв.км).

## Население
Согласно переписи населения 1897 года, в уезде проживало 136421 человек. Национальный состав:
- казахи — 92,1 %
- русские — 4,5 %
- украинцы — 1,8 %
- татары — 1,2 %
- др.народы — 0,4 %

Население уездного города Копала составляло 6183 человека.

## Административно-территориальное деление
В составе уезда были следующие административные единицы:
- Ак-Ичкинская волость (центр — пикет Ак-Ичке, в настоящее время с.Акешки Ескельдинского района Алматинской области)
- Алтын-Эмельская волость (центр — выселок Кугалинский, в настоящее время с.Когалы Кербулакского района Алматинской области)
- Андасовская волость
- Арасанская волость (центр — выселок Арасанский, в настоящее время с.Арасан Аксуского района Алматинской области)
- Аксуйская волость
- Балгалинская волость (центр — Балгалы, в настоящее время с.Балгалы Кербулакского района Алматинской области)
- Верхне-Каратальская волость
- Гавриловская волость (центр - Гавриловское, в настоящее время г.Талдыкорган)
- Горно-Джалаировская волость
- Карабулакская волость (центр - Карабулак)
- Коксуйская станица (в настоящее время станция Коксу на территории Коксуского района Алматинской области)
- Копальская станица (в настоящее время c.Капал Аксуского района Алматинской области)
- Кугалинская волость
- Кульдей-Джумаевская волость
- Кучуковская волость
- Нижне-Каратальская волость
- Супатаевская волость
- Тазская волость
- Чуйская волость
- Чулаковская волость
- Южно-Прибалхашская волость

## Административное деление (1921)
В состав уезда вошли 16 волостей
| Волость             | Центр                          |
| ------------------- | ------------------------------ |
| Аксуйская           | с. Аксу                        |
| Балгалинская        | аул № 1                        |
| Балхашская          |                                |
| Вознесенская        | с. Вознесенское                |
| Гавриловская        | с. Гавриловское (Талды-Курган) |
| Горно-Джалаировская | с. Джар-Чапкан                 |
| Ескельдинская       | с. Карабулак                   |
| Капальская          | г. Капал                       |
| Каратальская        | с. Каратальское                |
| Кугалинская         | с. Кугалы                      |
| Кучуковская         | аул Карагайлы                  |
| Луговская           | с. Луговое                     |
| Нижне-Каратальская  | аул № 2                        |
| Саркандская         | ст. Сарканд                    |
| Тулумбетовская      | аул Айзар                      |
| Южно-Балхашская     | аул № 1                        |

21 декабря 1921 года Саркандская волость была передана в Лепсинский уезд. Балхашская волость, ранее называвшаяся Западно-Балхашская стала называться Или-Балхашской. Нижне-Каратальская волость, как и в старые времена стала называться Троицкой.